# 川内郡
川内郡（チョンネぐん）は朝鮮民主主義人民共和国江原道に属する郡。

## 地理
北朝鮮統治下の江原道北端に位置し、南は文川市・法洞郡、北は咸鏡南道高原郡に挟まれた細長い郡域を持つ。西は平安南道陽徳郡と接し、東でわずかに日本海の海岸線を持つ。
中部を江原線の鉄道が南北に貫いている。郡の西部は山岳地帯が占め、最高峰は西南部の頭流山（1324m）。

## 行政区画
1邑・3労働者区・15里を管轄する。
| - 川内邑 - 龍潭労働者区 - 新山労働者区 - 禾羅労働者区 - 亀浦里 - 錦城里 - 堂致里 - 大洋里 - 東興里 - 蘆雲里 | - 龍楼里 - 勝戦里 - 新巌里 - 新興里 - 塩田里 - 仁興里 - 長豊里 - 豊田里 - 会福里 |

## 歴史
1945年8月時点で咸鏡南道文川郡の一部であった。1946年、文川郡は江原道に移管される。1952年12月、文川郡川内面・明亀面・雲林面一帯が川内郡（1邑20里）として編成された。

### 年表
この節の出典
- 1952年12月 - 郡面里統廃合により、文川郡川内面・明亀面・雲林面の各一部地域をもって、川内郡を設置。川内郡に以下の邑・労働者区・里が成立。(1邑1労働者区18里)
  - 川内邑・龍潭里・龍楼里・蘆雲里・禾羅労働者区・新興里・長豊里・豊田里・水峙里・錦城里・塩田里・堂致里・亀浦里・新巌里・新山里・東興里・仁興里・勝戦里・亀徳里・会福里
- 1953年12月 (1邑1労働者区17里)
  - 亀徳里が会福里に編入。
  - 文川郡松竹里の一部が長豊里に編入。
  - 咸鏡南道高原郡円峯里の一部が龍楼里に編入。
  - 亀浦里の一部が咸鏡南道高原郡下坪里に編入。
- 1961年 (1邑2労働者区16里)
  - 新山里が新山労働者区に昇格。
  - 新興里の一部が川内邑に編入。
- 1972年7月 - 文川郡三和里・松竹里・新松里・徳興里・石田里を編入。(1邑2労働者区21里)
- 1972年11月 - 龍潭里が龍潭労働者区に昇格。(1邑3労働者区20里)
- 1974年5月 (1邑3労働者区22里)
  - 咸鏡南道高原郡豊南里・箭灘里・円峯里・松興里および楽泉里の一部を編入。
  - 石田里・徳興里が元山市に編入。
  - 楽泉里が豊南里に編入。
- 1976年6月 - 三和里・松竹里・新松里が新設の文川郡に編入。(1邑3労働者区19里)
- 1981年8月 - 豊南里・箭灘里・円峯里・松興里が咸鏡南道高原郡に編入。(1邑3労働者区15里)
- 1991年11月 - 水峙里が大洋里に改称。(1邑3労働者区15里)

## 交通
- 江原線
  - 龍潭駅
- 川内線
  - 龍潭駅 - 川内駅